# Fausto Esparza
Pour les articles homonymes, voir Esparza.
Esparza  Muñoz est un nom espagnol. Le premier nom de famille, en général paternel, est Esparza ; le second, en général maternel, souvent omis, est Muñoz.
Fausto Marcelino Esparza Muñoz, né le 2 juin 1974 à Guadalajara, est un coureur cycliste mexicain.

## Biographie
À la suite d'un accident survenu lors du Tour of the Gila 2008, lui causant une blessure à la moelle épinière, il doit mettre un terme à sa carrière cycliste, ne se déplaçant plus qu'en fauteuil roulant.

## Palmarès
- 2003
  - 9e étape du Tour des Amériques
- 2006
  -  Champion du Mexique du contre-la-montre
  - 1re étape de la Vuelta a Mazatlán
  - Tour de l'Oaxaca :
    - Classement général
    - 3e et 6e étapes

  - 2e de l'Univest GP
  - 3e du Tour de Chihuahua
- 2008
  - 2e du Tour de Bisbee